# Meharia breithaupti
Meharia breithaupti is een vlinder uit de familie van de Houtboorders (Cossidae). De wetenschappelijke naam van de soort is voor het eerst gepubliceerd in 2014 door Roman Viktorovitsj Jakovlev.
De soort komt voor in de Verenigde Arabische Emiraten.